# A fenevad gyomrában
A fenevad gyomrában (eredeti cím: Belly of the Beast) 2003-ban bemutatott amerikai akciófilm, a hongkongi Ching Siu Ting amerikai rendezői debütálása. A film producere és főszereplője Steven Seagal. 
Az Amerikai Egyesült Államokban 2003. december 30-án jelent meg DVD-n.

## Cselekmény
Jake Hopper, a CIA ügynöke Thaiföldre kerül. Kollégája, Sunti egy akció során véletlenül megöl egy nőt, és maga is súlyosan megsérül. Bűntudata miatt buddhista szerzetesnek áll. Jake felesége halála után felmond a szolgálatnál, és visszatér az Egyesült Államokba.
Jake egy biztonsági céget vezet, és lánya, Jessica nevelésére koncentrál. Évekkel később Jessica és barátnője, Sarah Winthorpe, egy amerikai szenátor lánya Thaiföldön nyaralnak. A lányokat egy Abu Karaf nevű férfi által vezetett iszlamista fundamentalisták rabolják el. Abu Karaf 20 fogoly szabadon bocsátását követeli az amerikai börtönökből, cserében a lányokat elengedik. A hatóságok nem hajlandók eleget tenni a követelésnek.
Tom Collins, Hopper egykori kollégája értesíti az elraboltak apját. Jake Bangkokba utazik, ahol kapcsolatba lép Leon Washington CIA-ügynökkel. Washington összehozza Hoppert Jantapan tábornok egyik társával.
Jake találkozik Abu Karaffal, akitől megtudja, hogy Jantapan tábornok áll az emberrablás mögött. Ezután a tábornokot megölik, a lányok pedig kiszabadulnak.

## Szereplők
| Szerep                          | Színész                | Magyar hang          |
| ------------------------------- | ---------------------- | -------------------- |
| Jake Hopper, egykori CIA-ügynök | Steven Seagal          | Szakácsi Sándor      |
| Sunti, Hopper társa             | Byron Mann             | Fekete Zoltán        |
| Lulu                            | Monica Lo              | Törtei Tünde         |
| Jantapan tábornok               | Tom Wu                 | Zámbori Soma         |
| Jessica Hopper, Jake lánya      | Sara Malakul Lane      | Csondor Kata         |
| Leon Washington                 | Patrick Robinson       | Csík Csaba Krisztián |
| Fitch McQuaid                   | Vincent Riotta         | Rosta Sándor         |
| Suthep                          | Norman Veeratum        |                      |
| Sara Winthorpe                  | Eilidh MacQueen        | Solecki Janka        |
| Kong                            | Chan Siu-tung          |                      |
| Fernand Zadir                   | Kevork Malikyan        |                      |
| Mongkol                         | Pongpat Wachirabunjong | Kapácsy Miklós       |
| Brice                           | Chakrit Yamnam         | Pálmai Szabolcs      |

## A film készítése
A film forgatása 42 napon át, 2003. február 3. és március 17. között zajlott Bangkokban.

## Kritikai visszhang
Scott Weinberg (eFilmCritic.com) ötből másfél pontot adott a filmre és erősen kritikus volt Seagallal szemben: „Nem csak arról van szó, hogy Seagal szörnyű filmeket csinál, hanem arról, hogy újra és újra pontosan ugyanazokat a szörnyű filmeket csinálja”.
Az Empire magazin hasonló pontszámra értékelte és azt írta, hogy még más Seagal-filmekhez képest is „különösen siralmas”.

## Fordítás
- Ez a szócikk részben vagy egészben  a   Belly of the Beast című angol Wikipédia-szócikk ezen változatának fordításán alapul.  Az eredeti cikk szerkesztőit annak laptörténete sorolja fel. Ez a jelzés csupán a megfogalmazás eredetét és a szerzői jogokat jelzi, nem szolgál a cikkben szereplő információk forrásmegjelöléseként.